# Кучинг
Кучинг (енгл. Kuching), званично град Кучинг, је најмногољуднији град у Сараваку, у Малезији. Такође је главни град дивизије Кучинг. Град се налази на реци Саравак на југозападном врху државе Саравак, на острву Борнео, и простире се на површини од 431 km2 (166 sq mi) са популацијом од око 165.642 у административној регији Качинг и 159.490 у административној регији јужни Кучинг — укупно 325.132 људи.
Кучинг је био трећа престоница Саравака 1827. године за време Брунејске империје. Године 1841. Кучинг је постао главни град краљевине Саравак након што је територија у том подручју уступљена Џејмс БрукУ због помагања Брунејској империји у сузбијању побуне, нарочито од стране људи из унутрашњости Борнеа који су касније постали његови одани следбеници, након већине помиловања и придруживањем његовој страни. Град је наставио да привлачи пажњу и развија се током владавине Чарлса Брука, попут изградње санитарног система, болнице, затвора, тврђаве и базара. Године 1941. администрација Бруке је прославила стогодишњицу у Кучингу. Током Другог светског рата, Кучинг су окупирале јапанске снаге од 1942. до 1945. године. Јапанска влада поставила је камп Бату Линтанг у близини Кучинга, за држање ратних заробљеника. После рата град је остао нетакнут. Међутим, Чарлс Вајнер Брук одлучио је да уступи Саравак као део британске крунске колоније 1946. Кучинг је остао главни град током периода крунске колоније. Након формирања Малезије 1963. године, Кучинг је задржао статус главног града, а статус града добио је 1988. године. Од тада је град Кучинг подељен на две административне регије којима управљају две одвојене локалне власти. Административни центар владе државе Саравак налази се у држави Висма Бапа, Малезија, Кучинг.
Кучинг је главно одредиште хране за туристе и главна капија за путнике који посећују Саравак и Борнео. Национални парк мочваре Кучинг налази се на око 30 km од града, а у Кучингу и око њега постоје многе друге туристичке атракције, као што су национални парк Бако, центар за дивље животиње Семегох, светски музички фестивал кишних шума, зграда државне скупштине, Астана, тврђава Маргарита, музеј мачака Кучинг и Саравак државни музеј. Град је постао један од главних индустријских и комерцијалних центара у Источној Малезији.

## Етимологија
Име „Кучинг“ већ је било у употреби до доласка Брука 1841. Постоје многе теорије о извођењу назива „Кучинг“. Можда је изведено из малајске речи за мачку, „кучинг“ или од Кочин, индијске трговачке луке на обали Малабар и генеричког израза у Кини и Британској Индији за трговинску луку. Неки хиндуистички предмети могу се данас видети у државном музеју Саравак. Међутим, други извор је известио да је град Кучинг раније био познат као „Саравак” пре него што је Брук дошао. Насеље је преименовано у „Саравак Пропер“ током проширења краљевине. Тек 1872. године Чарлс Брук је насеље преименовао у „Кучинг“.
Постојала је једна мало вероватна теорија заснована на причи о погрешној комуникацији. Према причи, Џејмс Брук стигао је у Кучинг на својој јахти Royalist. Затим је питао свог локалног водича како се зове град. Локални водич је погрешно схватио да је Брук показивао према мачки, па је тако рекао и „Кучинг“. Међутим, етнички Малајци у Сараваку су увек користили термин „пусак“ за мачке (сродан филипинској пуси), уместо стандардне малајске речи „кучинг“. Упркос овом етимолошком нескладу, Саравак је прихватио животињу као симбол свог града.
Неки извори такође наводе да је изведено из воћа названог „мата кучинг“ (Euphoria malaiense), воћа које расте у Малезији и Индонезији. У граду је постојало и брдо које је добило име по плоду, а које се зове Букит Мата Кучинг. Британка која је писала сину у 19. веку изјавила је да је име изведено из истоименог потока, названог „Сунгај Кучинг“ или Cat River на енглеском. На 64 страни књиге Бампфилда и Баринг-Гулда, из 1909. године, A History of Sarawak under its Two White Rajahs пише: „Кучинг, главни град Саравака, назив је добио по малом потоку који тече кроз град“. Поток се налазио у подножју Букит Мата Кучинга и испред храма Туа Пек Конг. Педесетих година 20. века река је постала врло плитка због наноса муља.
Постоји још једна теорија да Кучинг заправо значи „Ку“ (古）— стари и „Чинг“（井）— бунар или „стари бунар“ (古井) на кинеском. Током Брукове администрације није било водоснабдевања и болести које се преносе водом биле су честе. Године 1888. избила је епидемија која је касније била позната као „Велика епидемија колере“. Бунар смештен у данашњој кинеској улици, на главној чаршији, помогао је у борби против болести, пружајући снабдевање чистом водом. Због повећане потражње за водоводом, бунар је касније заменило пречишћавање воде на путу Бау.

## Историја
Саравак је био део Брунејске империје од владавине првог брунејског султаната, Мухамеда Шаха. Кучинг је био трећа престоница Саравака, коју је 1827. године основао представник брунејског султана Пенгиран Индер Махкот. Пре оснивања Кучинга, две престонице Саравака биле су Сантубонг, коју је основао султан Пенгиран Тенгах 1599. године, и Лидах Танах, коју је основао Дату Патинги Али почетком 1820-их.
Пенгиран Раја Муда Хашимит касније је уступио територију британском авантуристу Џејмсу Бруку као награду за помоћ у борби против побуне. Побуна је прекинута у новембру 1840, а 24. септембра 1841. Брук је именован за гувернера Саравака са титулом раџа. Објављено је тек 18. августа 1842. године, након што је султан Омар Али Саифудин II потврдио гувернерство захтевајући од Брука да султану плаћа годишњу суму од 2.500 америчких долара. Од тада је Кучинг постао седиште Брукове владе.
Управу је касније наставио његов нећак, Чарлс Брук. Као административна престоница постала је центар пажње и развоја. Побољшања су обухватала санитарни систем. До 1874. године град је завршио неколико дешавања, укључујући изградњу болнице, затвора, тврђаве Маргарита и многих других зграда.

Супруга Чарлса Брука написала је његову аутобиографију (Мој живот у Сараваку, оригинално: My Life in Sarawak), укључујући и његове описе Кучинга:
„Мали град је изгледао тако уредно, свеже и успешно под пажљивом надлежношћу раџе и његових официра, да ме је подсетио на кутију насликаних играчака које је дете скрупулозно чистило. Чаршија се изводи на неко растојање дуж обала реке, а ову четврт града насељавају готово у потпуности кинески трговци, са изузетком једне или две хиндо радње. Намирнице егзотичних врста положене су на столове тротоара, са којег купци бирају. У хиндо радњама можете купити свилу из Индије, саронге са Јаве, чај из Кине и плочице и порцелан из свих делова света, постављене у живописној збуњености и преливајући се на улицу”.
Астана (палата), која је данас званична резиденција гувернера Саравака, изграђена је поред прве Брукове резиденције. Изградио га је 1869. године као венчани поклон својој жени. Кучинг је наставио да напредује под Чарлсом Вајнером Бруком, који је наследио свог оца као трећи раџа из Саравака. Године 1941. Кучинг је био место прославе стогодишњице владе Брука. Неколико месеци касније, администрација Брука приближила се крају када су Јапанци окупирали Саравак.
Током Другог светског рата у Кучингу је априла 1941. било смештено шест водова пешадије. Пук је бранио аеродром Кучинг и Букит Стабар да га Јапанци не униште. Одбрана се углавном концентрисала на Кучинг и Мири. Међутим, 24. децембра 1941. јапанске снаге су освојиле Кучинг. Сараваком се владало у саставу јапанског царства три године и осам месеци, све док се званична јапанска предаја није догодила 11. септембра 1945. Званична предаја потписана је у Кучингу. Од марта 1942, Јапанци су управљали кампом Бату Линтанг за ратне заробљенике и цивилне интерниране, 5 km (3,1 mi) изван Кучинга.
По завршетку Другог светског рата град је био потпуно неоштећен. Трећа и последња раџа, Чарлс Вајнер Брук је касније уступио Саравак британској крунској колонији 1. јула 1946. Током периода крунске колоније, влада је радила на развоју и побољшању инфраструктуре на Сараваку. Кучинг је ревитализован као главни град Саравака под британском империјом. Када је Саравак, заједно са Северним Борнеом, Сингапуром и Малајском Федерацијом, основао Федерацију Малезије 1963. године, Кучинг је задржао статус главног града и статус града добио је 1. августа 1988. Кучинг је током година доживео даљи развој као главни град државе. Фондација Малезије за расни склад који је постојао у граду због унакрсних бракова, мулти-расних школа, поштене расподеле стипендија и уравнотежених образаца радне снаге, 29. јула 2015, Кучинг је прогласила за „Град јединства“.

## Управљање
Као главни град Саравака, Кучинг има важну улогу у политичкој и економској добробити становништва читаве државе, пошто је постао седиште државне владе у којој се налазе готово сва њихова министарства и агенције. Законодавна скупштина државе Саравак налази се у предграђу Кучинг у месту Петра Јаја.
У државном законодавном телу има пет чланова парламента (посланика) који представљају пет парламентарних изборних јединица и дванаест државних законодавца који представљају дванаест државних изборних округа у Кучингу.
| Парламентарне изборне јединице | Државне изборне јединице                                                           |
| ------------------------------ | ---------------------------------------------------------------------------------- |
| П.193 Сантубонг                | Н.3 Тањунг Дату (у округу Лунду), Н.4 Пантај Дамај, Н.5 Демак Лаут                 |
| П.194 Петра Јача               | Н.6 Тупонг, Н.7 Самарианг, Н.8 Саток                                               |
| П.195 Бандар Кучинг            | Н.9 Падунган, Н.11 Бату Линтанг                                                    |
| П.196 Стампин                  | Н.12 Кота Сентоса, Н.13 Бату Китанг, Н.14 Бату Кавах                               |
| П.198 Пунак Борнео             | Н.18 Серембу (у округу Бау), Н.19 Мамбонг, Н.20 Тарат (у оквиру серијске дивизије) |

### Локална власт и дефиниција града
Кучинг је једини град у Малезији којим управљају два градоначелника, град је подељен на северни и јужни део. Сваком од њих управља комесар. Град је статус добио 1. августа 1988.
Град је дефинисан унутар граница округа Кучинг, некадашње општине Кучинг. Са површином од 1.868,83 km², то је најмногољуднији округ у Сараваку. Подручје је затим подељено на три под-округа, и то Кучинг Пропер, Падаван и Сибуран. Кучинг Пропер обухватао је градско подручје и општину Падаван, док су Сибуран и Падаван под-округ. Комбиновано подручје градске куће северни Кучинг, градског већа јужни Кучинг, општинског већа Падавана и савета окружног округа Самарахан познато је као Велики Кучинг.

## Географија
Кучинг се налази на обалама реке Саравак у северозападном делу острва Борнеа. Границе града Кучинг обухватају сву ону област у округу Кучинг која заузима површину од приближно 431,01 km2 (166,41 sq mi) ограничен од планина Ласак у Муара Тебасу до крокодилских стена на полуострву Сантубонг. Као поједностављење законског статута, границе града Кучинг се протежу од међународног аеродрома Кучинг на југу до северне обале полуострва Сантубонг и Бако; од националног парка мочвара Кучинг на западу до ушћа реке Куап на истоку. Река Саравак генерално дели град на север и југ. Највиша тачка у граду је планина Сантубонг на полуострву Сантубонг, која се налази на 810,2 m (2.658 ft) изнад нивоа мора, налази се 35 км северно од центра града. 

### Клима
Кучинг има тропску прашумску климу (Кепенова класификација климе), умерено врућу, али повремено врло влажну и са често значајним кишама. Просечна годишња количина падавина је око 4.200 mm (170 in). Кучинг је највлажније насељено подручје (у просеку) у Малезији са просечно 247 кишних дана у години. Кучинг има само пет сунчаних сати дневно у просеку и у просеку само 3,7 сунчаних сати дневно у месецу јануару (највлажнијем месецу у години). Најкишнија времена су током североисточног монсунског месеца од новембра до фебруара, а најсушнији месеци у граду су од јуна до августа. Температура у Кучингу креће се од 19 °C (66 °F) до 36 °C (97 °F), али просечна температура је око 23 °C (73 °F) у раним јутарњим сатима и подиже се на око 33 °C (91 °F) средином поподнева, али индекс топлоте често достиже 42 °C (108 °F) током „сушне сезоне“ због влаге. Ова температура остаје готово константна током целе године ако на њу не утичу јака киша и јаки ветрови током раних јутарњих сати који могу снизити температуру до 19 °C (66 °F), али ово је врло ретко.
| Клима Кучинг (1971—2000, екстреми 1876—данас) | Клима Кучинг (1971—2000, екстреми 1876—данас) | Клима Кучинг (1971—2000, екстреми 1876—данас) | Клима Кучинг (1971—2000, екстреми 1876—данас) | Клима Кучинг (1971—2000, екстреми 1876—данас) | Клима Кучинг (1971—2000, екстреми 1876—данас) | Клима Кучинг (1971—2000, екстреми 1876—данас) | Клима Кучинг (1971—2000, екстреми 1876—данас) | Клима Кучинг (1971—2000, екстреми 1876—данас) | Клима Кучинг (1971—2000, екстреми 1876—данас) | Клима Кучинг (1971—2000, екстреми 1876—данас) | Клима Кучинг (1971—2000, екстреми 1876—данас) | Клима Кучинг (1971—2000, екстреми 1876—данас) | Клима Кучинг (1971—2000, екстреми 1876—данас) |
| Показатељ \ Месец | .Јан.                                         | .Феб.                                         | .Мар.                                         | .Апр.                                         | .Мај.                                         | .Јун.                                         | .Јул.                                         | .Авг.                                         | .Сеп.                                         | .Окт.                                         | .Нов.                                         | .Дец.                                         | .Год.                                         |
| --- | --------------------------------------------- | --------------------------------------------- | --------------------------------------------- | --------------------------------------------- | --------------------------------------------- | --------------------------------------------- | --------------------------------------------- | --------------------------------------------- | --------------------------------------------- | --------------------------------------------- | --------------------------------------------- | --------------------------------------------- | --------------------------------------------- |
| Апсолутни максимум, °C (°F) | 34,6 (94,3)                                   | 34,7 (94,5)                                   | 35,2 (95,4)                                   | 36,1 (97)                                     | 36,0 (96,8)                                   | 35,6 (96,1)                                   | 36,1 (97)                                     | 36,4 (97,5)                                   | 36,5 (97,7)                                   | 35,2 (95,4)                                   | 34,8 (94,6)                                   | 34,7 (94,5)                                   | 36,5 (97,7)                                   |
| Максимум, °C (°F) | 29,8 (85,6)                                   | 30,2 (86,4)                                   | 31,3 (88,3)                                   | 32,3 (90,1)                                   | 32,7 (90,9)                                   | 32,7 (90,9)                                   | 32,4 (90,3)                                   | 32,4 (90,3)                                   | 32,0 (89,6)                                   | 31,9 (89,4)                                   | 31,6 (88,9)                                   | 30,6 (87,1)                                   | 31,66 (88,98)                                 |
| Минимум, °C (°F) | 22,9 (73,2)                                   | 23,0 (73,4)                                   | 23,2 (73,8)                                   | 23,4 (74,1)                                   | 23,6 (74,5)                                   | 23,3 (73,9)                                   | 23,0 (73,4)                                   | 23,0 (73,4)                                   | 22,9 (73,2)                                   | 22,9 (73,2)                                   | 22,9 (73,2)                                   | 22,9 (73,2)                                   | 23,08 (73,54)                                 |
| Апсолутни минимум, °C (°F) | 17,8 (64)                                     | 18,9 (66)                                     | 18,3 (64,9)                                   | 20,0 (68)                                     | 20,6 (69,1)                                   | 18,9 (66)                                     | 19,4 (66,9)                                   | 19,4 (66,9)                                   | 19,3 (66,7)                                   | 20,5 (68,9)                                   | 20,0 (68)                                     | 18,9 (66)                                     | 17,8 (64)                                     |
| Количина кише, mm (in) | 684,1 (26,933)                                | 473,3 (18,634)                                | 338,6 (13,331)                                | 272,9 (10,744)                                | 241,8 (9,52)                                  | 220,3 (8,673)                                 | 185,6 (7,307)                                 | 229,6 (9,039)                                 | 262,3 (10,327)                                | 338,6 (13,331)                                | 371,5 (14,626)                                | 498,1 (19,61)                                 | 4.116,7 (162,075)                             |
| Дани са кишом (≥ 1.0 mm) | 22                                            | 17                                            | 16                                            | 17                                            | 15                                            | 14                                            | 13                                            | 14                                            | 16                                            | 19                                            | 22                                            | 22                                            | 207                                           |
| Релативна влажност, % | 89                                            | 88                                            | 86                                            | 86                                            | 86                                            | 84                                            | 83                                            | 83                                            | 85                                            | 86                                            | 88                                            | 89                                            | 86,1                                          |
| Сунчани сати — месечни просек | 109,5                                         | 108,5                                         | 135,5                                         | 162,1                                         | 188,8                                         | 188,9                                         | 192,9                                         | 171,4                                         | 147,1                                         | 147,1                                         | 142,9                                         | 125,9                                         | 1.820,6                                       |
| Извор #1: Светска метеоролошка организација |                                               |                                               |                                               |                                               |                                               |                                               |                                               |                                               |                                               |                                               |                                               |                                               |                                               |
| Извор #2: Национална управа за океане и атмосферу (1961—1990), Климатско време (рекордне високе и најниже вредности), Метеоролошка служба Немачке (влажност, 1975—1985) |                                               |                                               |                                               |                                               |                                               |                                               |                                               |                                               |                                               |                                               |                                               |                                               |                                               |

## Демографија
Изрази „Кучингите“ коришћени су за описивање народа Кучинг, иако то није званично. Међутим, најједноставнији начин да позовете народ Кучинга је само „оранг Кучинг“, што на енглеском значи „народ Кучинга“.

### Етничка припадност
Малезијски попис становништва 2010. извештава да Кучинг има 325.132 становника. Градско становништво састоји се од Малајца (146,580), Кинеза (120,860), Ибана (28,691), Бидајуха (13.681), не-малајских грађана (7.216), Бумипутра (3,250), Меланауа (2.078), Индијца (1.626) и других (1.140).
Ибан, Бидаиух, Даиак и Оранг Улу су углавном хришћани, с тим што неки још увек практицирају анимизам, док Кинези практицирају или будизам, таоизам или хришћанство, док су већина Малајаца и Меланауа муслимани. Бројни хиндуси, сики и мали број секулариста такође постоје око града.

Знатан је број не држављана који углавном долазе из пограничне индонежанске регије Калимантан, од којих су већина радници мигранти. Од британског периода, мало становништва јужне Азије, посебно Пакистанаца, постоји око града продавајући одећу и зачине. Међу осталим мигрантима који су дошли током тог времена били су Буги из Холандске Индије и друге расе из суседног Холандског Борнеа. Међурасни бракови међу онима различитог етничког порекла уобичајени су у Кучингу, а сам град је дом за 30 различитих етничких група.
- Верска места у Кучингу
- Кучинг џамија у сумрак.
- Храм Хонг Сан Си.
- Катедрала Светог Јосифа.

### Језици
Поред главног града Саравака, Кучинг је постао и пословно и културно средиште Малезија из Саравака. Дијалект малајског језика који се говори у Кучингу познат је под називом саравачки малајски језик, што је подскупина малајског језика. Дијалекат који се користи у Кучингу мало се разликује од дијалекта који се користи у Мири. С обзиром да другу по величини популацију у граду чине Хан Кинези, кинески језик се такође често користи, посебно хокиен, хака и мандарински кинески. Готово сви становници говоре енглески језик. Бројне посебне приватне школе које предају енглески језик за децу емиграната честе су у граду.

## Економија
Кучинг је један од главних индустријских и комерцијалних центара Саравака. Многе државне, националне и међународне комерцијалне банке, као и неке осигуравајуће компаније овде оснивају своје седиште и представништво. Економијом доминира примарни сектор, а тренутно терцијарна индустрија, јер државна влада жели да Саравак претвори у развијену државу до 2020. године.
У Кучингу постоје три индустријска подручја, и то мешана и лака индустрија, мешовита, лака и средња индустрија и слободна индустријска зона Сама Јаја (електронска индустрија). Ово има за циљ да подстакне трговачке и индустријске активности града, да га претвори у главни центар раста у Источној Малезији, као и за подручје раста Брунеја, Индонезије, Малезије и Филипина. Кучинг је био домаћин бројних националних, регионалних и међународних конференција, конгреса и сајмова, као што су Малезијски глобални пословни форуми, Самит лидера сутрашњице, Светски конгрес међународне хидроенергетске асоцијације, Форум о туризму. Поред тога, Кучинг је изабран за сталног домаћина двогодишњег Међународног филмског фестивала. Ови догађаји се обично одржавају у Конгресном центру Борнео.
Лучка управа Кучинг, основана 1961. године, започела је са радом у луци Танах Путех 1975. године са годишњим капацитетом од 350.000 тона. Од тада је његово пословање пребачено на терминал Пендинг и Сенари са годишњим капацитетом од 2,9 милиона тона и 7 милиона тона. Лучка управа Кучинг такође контролише нафтни мол Биавак који рукује нафтним производима.
Историјски гледано, Кинези су допринели градској економији од њихове миграције током периода брунејског султаната након открића руде антимона и, такође, током администрације Чарлса Вајнера Брука која је подстицала миграцију прекоокеанских Кинеза на садњу црног бибера.

## Транспорт

### Земљиште
Путеви у граду су у надлежности и одржавању било два месна већа или државног одељења за јавне радове. Путеви потоње категорије су или државних или савезних путева.
Већина главних унутрашњих путева су двоструки коловози, а град је повезан путевима са осталим градовима у Сараваку. Ови путеви су углавном федерални путеви које одржава државно одељење за јавне радове. Град је такође познат по бројним кружним токовима, укључујући и најстарији и највећи, познат као кружни ток Датук Абанг Кипали Бин Абанг Акип. Кружни ток је обично уређен и ефикасан је за санацију гужве у саобраћају. Међутим, семафори се данас чешће користе како градски саобраћај и даље расте.
Како се град налази у близини екватора, рупе имају тенденцију да се развијају на путевима током сезоне монсуна, обично крајем године због поклапања са зимом на северној хемисфери. Путеви који воде изван града ка унутрашњости су нешто слабијег квалитета, али се сада надограђују. Смерови аутопутева од Кучинга укључују:
- 1—15 аутопут Кучинг – Сериан
- Кучинг обилазница
- Аутопут Кучинг — Кота Самарахан
- Мост Тун Салахудин
- Аутопут Матанг

#### Јавни превоз
У граду саобраћају две врсте таксија, главни такси је црвено жути, док је већи обојен у плаву боју, што је удобније, али је скупље, познат као „извршни такси“. Године 2014. покренута је апликација за резервацију таксија на паметном телефону под називом „GrabTaxi“, чиме је град постао пето подручје, после Кланг Валеја, Киберјаја, Путрајаја и Јохор Бахруа, које има те апликације. Главни аутобусни терминал је Кучинг Сентрал, који је покренут 2012. Налази се на југу града, око пет минута удаљености од међународног аеродрома Кучинг и двадесет минута од центра града. Терминал служи за далеке дестинације до Брунеја, Сабаха и западног Калимантана у Индонезији. Други аутобуски терминал је стари аутобуски колодвор Кучинг, који и даље ради, јер неке аутобуске компаније које би требале да користе нови терминал нису спремне да користе објекте због неких текућих неслагања. У граду су доступни и други мини-бусеви или комби возила.

### Вода
Кучинг, као и већина градова у Сараваку, има везе са другим урбаним центрима и насељима воденим превозом. Између обала реке Саравак, у близини центра града, могу се видети многи „тамбанг“ (традиционални покривени дрвени сампан) који превозе путнике са једне на другу речну обалу. За оне који бораве дуж обала реке, то је кратак пут до самог града. Пристаниште за брзе бродове који опслужују превоз до даљих подручја као што су Сибу и Бинтулу, налази се на истоку града у луци Сим Ченг Хонг (раније позната као лука Танах Путех) у Пендингу.

### Ваздух
Међународни аеродром Кучинг је главни пролаз за путнике у авиону. Историја аеродрома датира из четрдесетих година 20. века, а данас је аеродром подвргнут многим великим реновирањима. Аеродромски терминал наведен је као четврти најпрометнији аеродром у Малезији према укупном кретању путника у 2013. години. Од 2009. године аеродром је брзо растао са све већим бројем путника и ваздухоплова. Секундарно је средиште за Малејша ерлајнс и AirAsia док је постало треће средиште за MASWings, које опслужује летове до мањих градова и руралних подручја у Источној Малезији.

## Остале комуналне услуге

### Судови и спровођење закона
Тренутни судски комплекс налази се у месту Петра Јаја. Садржи виши суд, суд за заседања и суд за прекршаје. У граду су се налазили и други судови у Сарији. Штаб контингенте полиције Саравак налази се у улици Бадрудин. У граду постоји само једно окружно седиште, а то је полицијско седиште округа Кучинг које се налази на путу Симпанг Тига. Затворски комплекс Кучинг налази се у улици Пунак Борнео. У већини полицијских станица широм града налазе се затворске ћелије.

### Здравствена заштита
У граду постоје многе врсте здравствених услуга, као што су главне јавне болнице, јавне амбуланте, друге врсте здравствених клиника, мобилна клиника, сеоске клинике и друге. Главна болница је општа болница Саравак која је најстарија болница од 1923. године. Друга болница је меморијална болница раџе Чарлса Брука. Ментална болница Сентоса, отворена је 1958. године, пружа психијатријске услуге за целу државу и позната је као друга најстарија болница у Сараваку после главне болнице.
Медицински специјалистички центар Нормах у Петри Јаја највећа је приватна болница са 130 кревета у Сараваку. Поред тога, још три велике приватне здравствене установе су медицински центар Борнео са 120 кревета, медицински центар Тимберланд са 100 кревета и КПЈ Здравствене заштите са 75 кревета. Специјалистичка болница Кучинг требала је да почне са радом 2020. године, са капацитетом од 70 кревета.

### Образовање
У граду свим школама под националним образовним системом (категорија владиних образовних институција) управља комбиновани уред за образовање Кучинг. У граду и око њега постоји много државних школа. Као и друге малезијске школе, школе у граду подељене су на четири нивоа образовања: предшколско, основно, средње (ниже и више) и пост-средње (искључујући терцијално). Садрже добро успостављене и престижне интернате. Кучинг има 4 од 14 кинеских независних школа у Сараваку. У Кучингу постоје и две међународне школе, а то су међународна школа Тунку Путра и међународна школа Лодге. Остале приватне школе у Кучингу су школа Суни Хил и приватне школе Праведни Јосиф.
Тренутно у Кучингу нема државних универзитетских кампуса, осим зграде медицинског факултета и здравствених наука која се налази поред опште болнице Саравак. Влада државе Саравак преселила је последњи преостали државни универзитетски кампус из Кучинга у Кота Самарахан 1997. године, у дугогодишњој иницијативи да се Кота Самарахан трансформише у центар за образовање. Кучинг садржи три приватна универзитета: универзитет за технологију Свинбурне, кампус Саравак, једини огранак кампуса за Свинбурне изван Аустралије, кампус Саравак у коме се налази факултет за угоститељство и менаџмент. Политехнички факултет и колеџ такође се налазе у граду.
Остали приватни колеџи могу се наћи кроз град, а већина колеџа су подружнице универзитета и универзитетских колеџа основаних у западној Малезији. Постоје приватне институције које изводе франшизне програме са пуноправних универзитета (осим вођења сопствених курсева). Међународни колеџ за напредну технологију Саравак је институција која је створена као иницијатива државне владе за побољшање техничког и стручног образовања међу напуштањем школа.

### Библиотеке
Државна библиотека Саравак главни је информативни центар и пружа информативне услуге за јавни и приватни сектор. Библиотека служи Кучингу и његовој периферији као главно складиште јавних евиденција. Поред тога, администрира, надгледа и олакшава рад 36 сеоских библиотека у држави које финансира Национална библиотека Малезије.
Остале јавне библиотеке у Кучингу укључују градску библиотеку и сеоске библиотеке као што су Бандар Бару Самарианг, Кампунг Самарианг Лама и Таман Сепакат Јаја.

## Култура и разонода

### Атракције и места за рекреацију

#### Културни
Кучинг одржава неколико музеја који приказују његову културу и историју. Државни музеј Саравак је један од најфинијих музеја у Азији и познат је као најстарија и најисторичнија зграда Кучинга, у којој су изложене колекције аутохтоних раса у Сараваку. Непосредно насупрот музеја Саравак налази се сала Тун Абдул Разак која служи као изложбено место и канцеларија одељења музеја Саравак. Одмах иза сале налази се музеј исламске баштине.
Остали музеји у Кучингу укључују кинески историјски музеј, музеј мачака Кучинг, музеј дрвета Саравак и музеј текстила Саравак. Кучинг је такође дом првог планетаријума у Малезији, планетаријума султана Искандара, који се налази у близини грађанског центра Кучинг.

#### Историјски
Занимљиве историјске знаменитости и места Кучинга укључују Астани (бивша палата) и тврђаву Маргарита.

Најстарија улица Кучинга је главна чаршија, низ кинеских продавница из 19. века смештених дуж обале Кучинга с погледом на реку Саравак. Садржи антике и занатске радњe у граду. Главна чаршија је део старог града Кучинга. Стара зграда суда претрпела је велику раконструкцију и сада је у њој комплекс туристичког одбора Саравака. Нека друга занимљива подручја око централног пословног округа укључују улицу Падунган, која је кинеска четврт Кучинга. Године 2014. објављени су позиви за укључивање Кучингових историјских споменика на списак светске баштине. Године 2017. спроведена је студија о могућности да Кучинг буде номинован на листи светске баштине.

#### Подручја за забаву и заштиту
У Кучингу се могу наћи бројна места за забаву и резервати. Национални парк Таланг-Сатанг основан је са примарним циљем очувања популације морских корњача Саравака. Простире се на укупној површини од приближно 19,400 hectares (48 acres) и обухвата сва земљишта испод осека плиме на одговарајућим острвима. Парк такође обухвата обалу и море које окружују четири острва југозападне обале Саравака; Таланг Бесар, Таланг Кецил код Сематана и Сатанг Бесар и Сатанг Кецил код Сантубонга, близу Кучинга. Ова четири „острва корњача“ одговорна су за 95% свих корњача у Сараваку, а парк такође укључује и уточиште за дивље животиње на острву Туконг Ара-Банун.
Дамаи, једно од главних одмаралишних места на Сараваку, налази се на полуострву Сантубонг, око 35 минута вожње од Кучинга. Подручје има пешчане плаже у подножју импозантне планине прекривене џунглом. Данас има три одмаралишна хотела светске класе. Свако одмаралиште има своју приватну плажу, базен и нуди скијање на води, брдски бициклизам, тенис, сквош и фитнес центре. У близини се налази и међународни стандардни голф терен са 18 рупа који је дизајнирао Арнолд Палмер.
Поред тога, Дамаи је такође једно од места у Сараваку где се може видети иравадијски делфин док сисари могу бити примећени дуж реке Салак, ушћа Сантубонг и у заливу Бако-Бунтал. Полуострво Сантубонг нуди неколико локација за посматрање птица, а међународна организација BirdLife регистровала је цело подручје у заливу Бако-Бунтал као „важно подручје птица“. Између октобра и марта, река Бунтал постаје важно место за сеобу птица.
Национални паркови у Кучингу укључују национални парк Бако и Национални парк мочвара Кучинг као и центар за дивље животиње Семенгох који управља сиротиштем за орангутане и програмом рехабилитације. Такође у близини Кучинга су национални парк Гунунг Гадинг и национални парк Кубах. Налази се на око 40 минута вожње од Кучинга Сантубонг, истакнуто одмаралиште на плажи у којем се налазе бројна одмаралишта светске класе. Остале плаже у близини Кучинга су плажа Лунду и плажа Сематан. У близини је и одмаралиште Борнео Хигхландс, смештено на 1000 метара надморске висине.

#### Остале знаменитости
Кучинг Ватерфронт је 2 километар дугачко речно шеталиште која се протеже од главног хотела и комерцијалне језгре града до центра града Кучинга. Дизајнирани од сиднејских архитеката, на уређеним доковима се нуде штандови са храном, ресторани, клупе и поглед на Астану, тврђаву Маргарита и зграду законодавне скупштине државе Нови Саравак. На обали се налазе и позоришта на отвореном и музичке фонтане.

#### Шопинг
Кучинг садржи бројне тржне центре, викенд пијаце које продају разна поврћа и воћа, укључујући друге рукотворине, шумске производе (попут дивљег меда), биљке орхидеје и читав низ локалних грицкалица и деликатеса.

#### Забава
Постоји пет биоскопа који се налазе око града, а већина се налази у зградама тржних центара. Фестивал дечје књижевности одржавао се из Индије у Кучингу 2016. године и од тада одржава се у априлу у граду сваке године. Фестивал позива ауторе, илустраторе, приповедаче и извођаче из целог света, позивајући децу да са собом понесу књиге.

### Музика
Од 1997. године, Кучинг је домаћин светског музичког фестивала кишних шума, годишњег музичког фестивала који извођаче и гледаоце доводи у регион из целог света. Сада је фестивал један од највећих музичких догађаја у Малезији. Британски магазин га је прогласио за 25 најбољи међународни фестивал.

### Радио станице
Шеснаест музичких радио станица имају своје седиште у Сараваку.

## Међународни односи
Неколико земаља основало је своје конзулате у Кучингу, укључујући Аустралију, Брунеј, Кину, Данску, Француску, Индонезију, Пољску и Уједињено Краљевство.

### Братски градови
Кучинг тренутно има десет братских градова:
- Дали, Кина.[159]
- Куенминг, Кина.[160]
- Сјамен, Кина.[161]
- Џенђанг, Кина.[162]
- Бандунг, Индонезија.[163][164]
- Понтианак, Индонезија.[165]
- Сингкаванг, Индонезија.[166]
- Џохор Бахру, Малезија.[165]
- Једах, Саудијска Арабија.[165]
- Гуро, Јужна Кореја.[167]